# Francisco Collantes

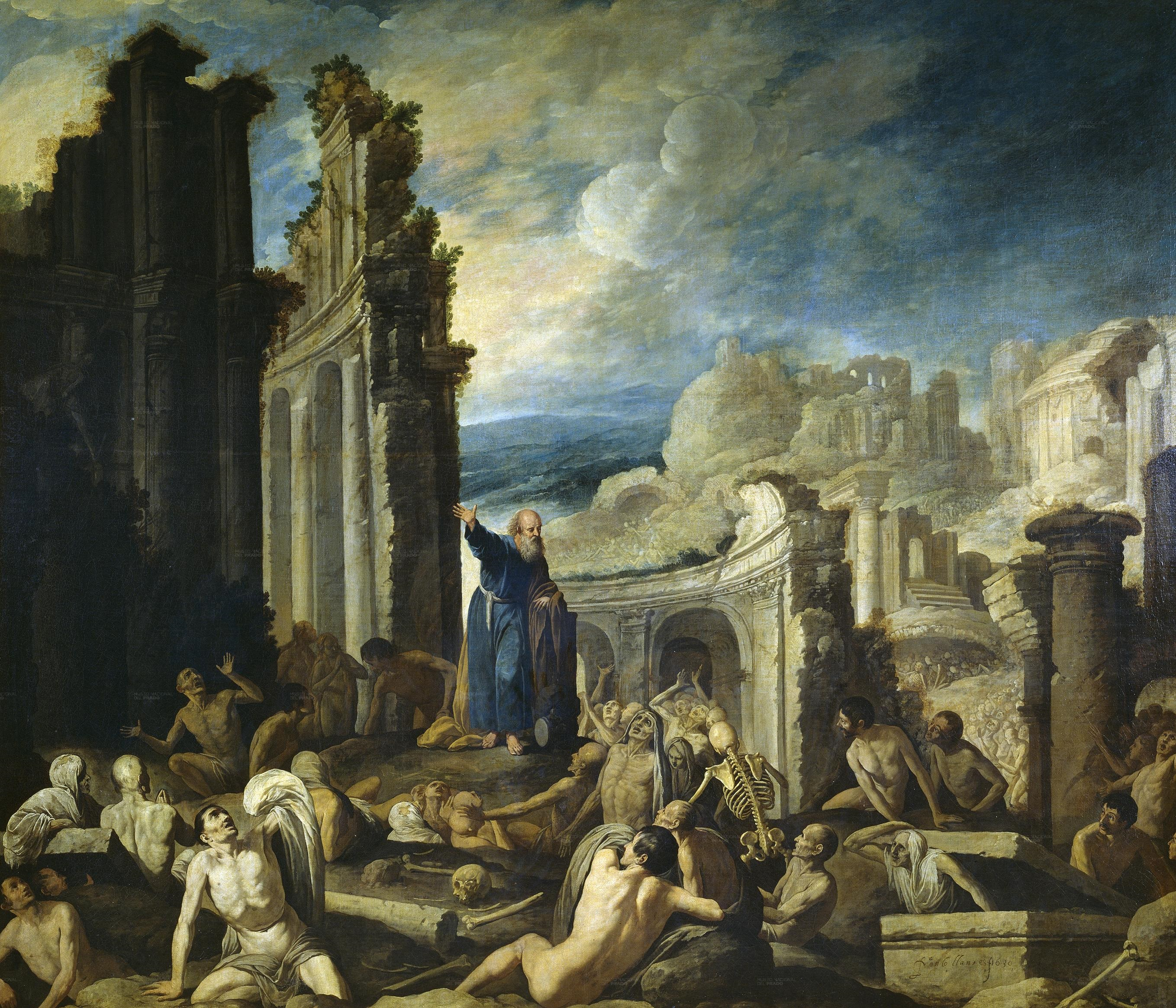
La visión de Ezequiel, o la Resurrección de la carne 1630, óleo sobre lienzo, 177x205 cm. Museo del Prado.

Francisco Collantes (Madrid, h. 1599-Madrid, h. 1656) fue un pintor barroco español activo en Madrid, especializado en la pintura de paisajes o países con figuras.

## Biografía
La biografía de Collantes está sumida en el misterio, contándose exclusivamente con la escueta información facilitada por Antonio Palomino, quien a su vez la tomó de Lázaro Díaz del Valle que, al escribir sus notas (1657), le daba ya por recientemente fallecido. Pero Díaz del Valle, contemporáneo del pintor, ni siquiera afirmaba que hubiese nacido en Madrid, como sostenía Palomino, limitándose a apuntar que era español y estaba en Madrid avecindado. También que era «excelente pintor y singular en hacer países como [se] ve en muchos que están con grande estimación en muchas casas particulares». Según Palomino fue discípulo de Vicente Carducho, de lo que no existe confirmación documental ni lo demuestra su pintura. Al contrario, en ella son más evidentes las relaciones con José de Ribera y algunos de sus seguidores en las figuras de santos de gran formato, en alguna ocasión copias directas, y las influencias de los paisajistas italianos como Girolamo Muziano o de artistas flamencos asentados en Italia, lo que llevó a Diego Angulo Íñiguez y Alfonso E. Pérez Sánchez a suponer un viaje a aquel país, aunque obras de unos y otros pudo también conocer en la decoración del Alcázar de Madrid. El tenebrismo atenuado y el interés por la iluminación, constantes en su obra, tanto si se trata de santos o de paisajes, son otra característica de su pintura que lo aproxima al naturalismo napolitano.

## Obra

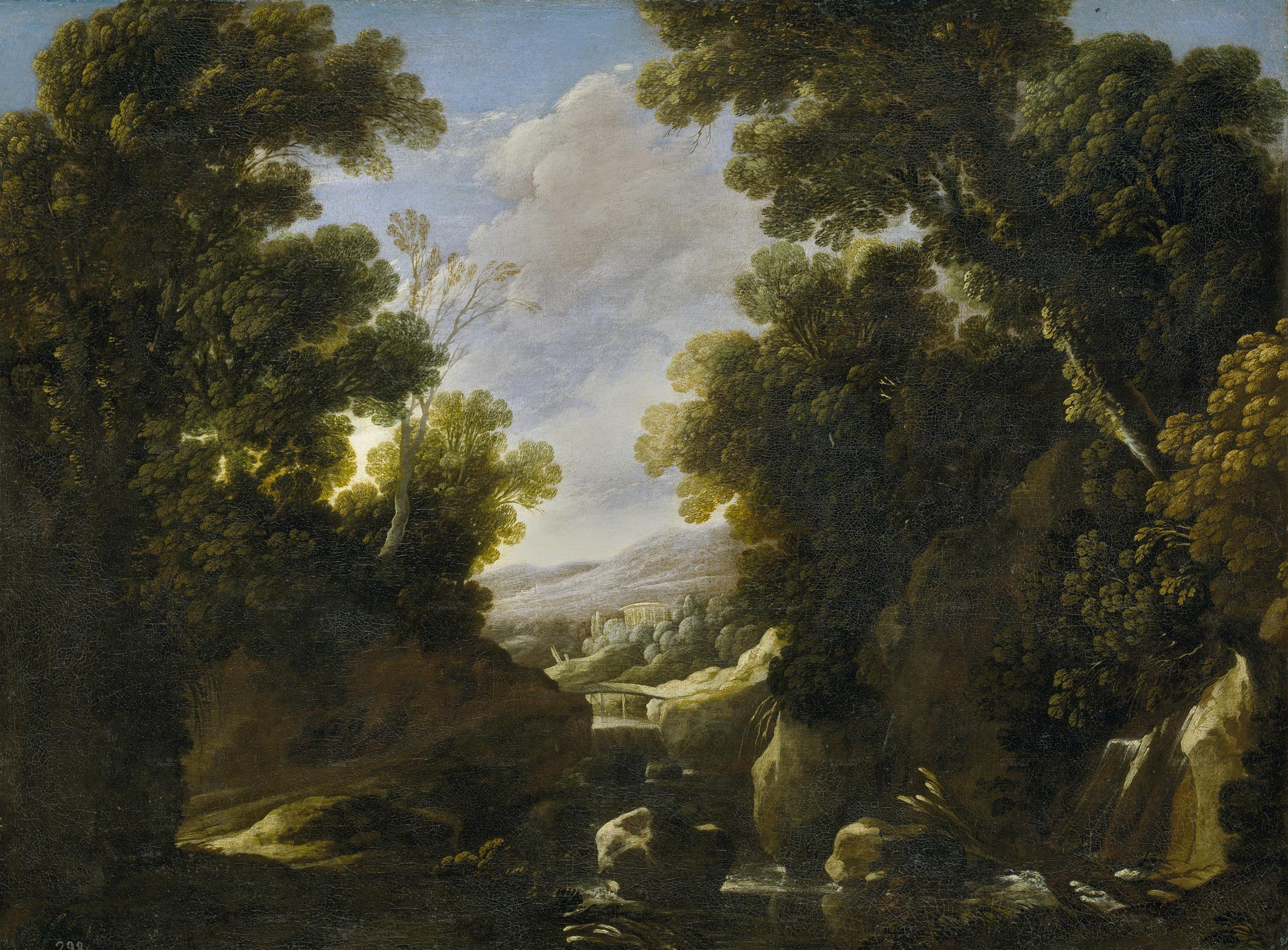
Paisaje frondoso, óleo sobre lienzo, 65x80 cm. Museo del Prado.

Las obras de Collantes, a menudo firmadas, pueden agruparse en dos géneros: pinturas religiosas y pinturas de paisaje con o sin figuras y de asunto bíblico o mitológico. En las primeras, destinadas a la devoción privada, las imágenes de los santos, de gran tamaño, generalmente aisladas y ocupando el primer plano, son tratadas con una técnica tenebrista deudora de Ribera. En ellas, sin embargo, también se manifiesta el interés del pintor por el paisaje, desarrollado en amplias lejanías en las que ocasionalmente pueden aparecer figuras, atemperando con luces plateadas el crudo tenebrismo. Buen ejemplo puede ser el monumental San Onofre del Museo Nacional del Prado, procedente de las colecciones reales donde alguna vez estuvo catalogado como obra de Ribera.

Pero donde destacó Collantes fue en la pintura de paisaje, considerada en su tiempo un género menor pero no por ello despreciada, al punto de ser uno de los pocos artistas españoles de su tiempo que llegó a ser conocido fuera de España, mereciendo que una de sus obras figurase en la colección de Luis XIV: el paisaje con Moisés ante la zarza actualmente guardado en el Museo del Louvre. También es frecuente encontrar su nombre asociado a pinturas de este género en inventarios de colecciones privadas, algunos hechos todavía en vida del pintor, como los tres países que el caballero santiaguista Alonso Parada y Mendoza aportó a su matrimonio, o los siete que Juan Rosales, capellán de la capilla de los Reyes Nuevos de la catedral de Toledo, debía a Francisco Berges, pintor y comerciante de arte, según declaraba éste en su testamento de 1652.

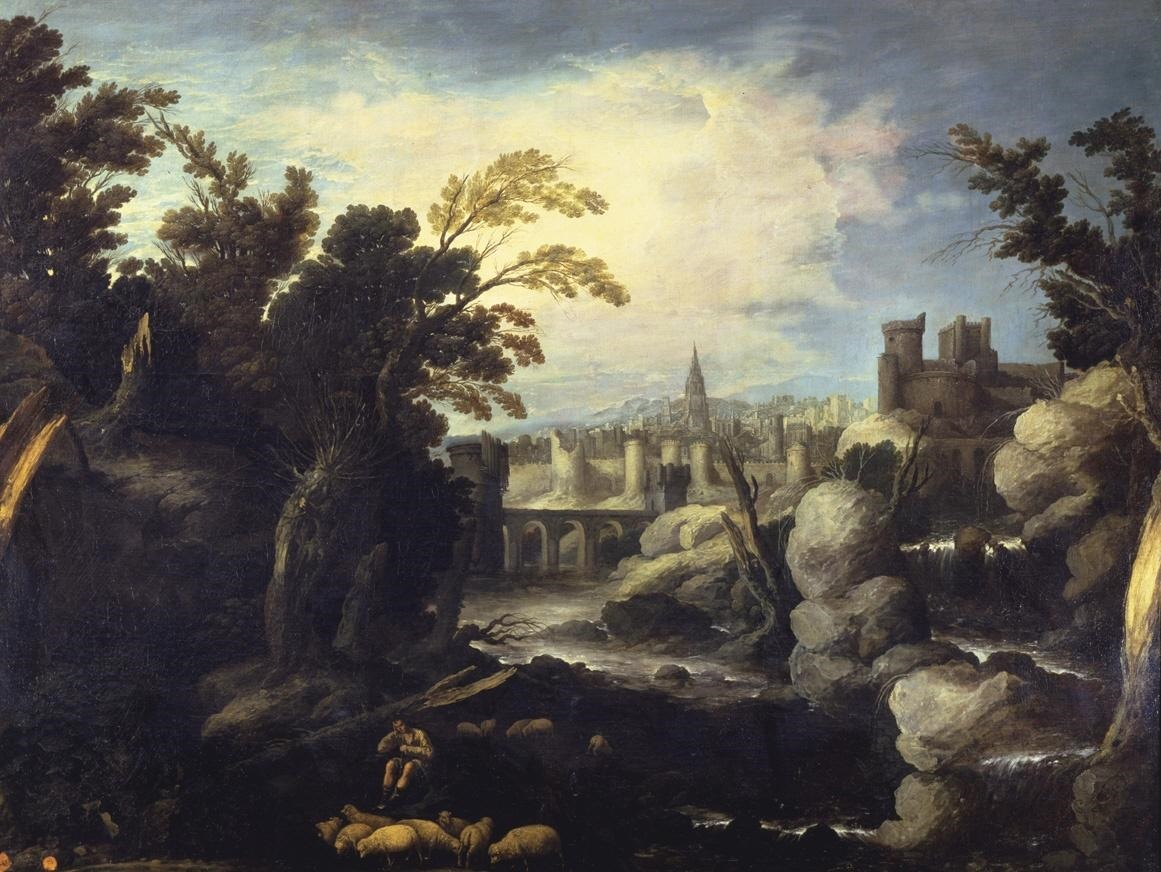
Paisaje con una ciudad, de Francisco Collantes. 1634. (Real Academia de Bellas Artes de San Fernando, Madrid).

Buena parte de las obras de este género conservadas, algunas con menudas figuras y animales tratados con notable realismo y en otros casos paisajes puros de carácter fantástico, proceden de la decoración del palacio madrileño del Buen Retiro, para el que en 1634 se le compraron un grupo de paisajes tasados en una cantidad estimable por Eugenio Cajés. Entre estos figuraba la Visión de Ezequiel, firmada en 1630, que según Palomino representaría una Resurrección de la Carne, en la que acreditó su habilidad para componer historiejas de mediano tamaño, y El incencio de Troya, ambas en el Museo del Prado, además de una Zarza ardiente, quizá distinta de la conservada en el Louvre, y una Ciudad con una caída de aguas, sin duda la Vista de Ciudad del Museo de la Academia de San Fernando, firmada en 1634, que ingresó en la Academia tras su paso por el Museo Napoleón.
Se trata en todos estos casos de lienzos de formato grande o mediano, concebidos como amplios escenarios donde los contrastes de luz y sombra son muy marcados y las rocas, las masa arbóreas y, ocasionalmente, las arquitecturas (ruinas clásicas en la Visión de Ezequiel y El incencio de Troya, con evocaciones del Coliseo y la Columna Trajana) se recortan sobre límpidos celajes. En 1701 se inventariaban en el Buen Retiro hasta veintidós obras atribuidas a Collantes, casi todas paisajes, en buena parte perdidos. 
Entre los conservados, además de los ya citados, se cuentan el Paisaje con ruinas de la colección Santamarca (Madrid), fechado en 1630, el Paisaje del Walraf-Richard-Museum de Colonia y el Paisaje frondoso del Museo del Prado, además del Paisaje con pastores ingresado en esta misma institución en 2009, excepcional por el soporte empleado, cobre, y sus reducidas dimensiones. El número de sus imitadores y seguidores es otra prueba del éxito alcanzado por el pintor, y quizá de la existencia de un taller que le ayudase en su trabajo, aunque la falta de información no permite, por ahora, afirmarlo.